# Vittorio Alfieri (cacciatorpediniere)
Il Vittorio Alfieri è stato un cacciatorpediniere della Regia Marina.

## Storia
All'entrata dell'Italia nella seconda guerra mondiale era al comando del CV Lorenzo Daretti e capoclasse della IX Squadriglia Cacciatorpediniere, che formava insieme ai gemelli Oriani, Gioberti e Giosuè Carducci.
Alle due di notte del 12 giugno 1940 lasciò Taranto unitamente ai gemelli, alla I Divisione (incrociatori pesanti Zara, Fiume e Gorizia), alla VIII Divisione (incrociatori leggeri Duca degli Abruzzi e Garibaldi) e alla XVI Squadriglia Cacciatorpediniere (da Recco, Pessagno, Usodimare) per pattugliare il Mar Ionio.
Il 2 luglio fece parte, unitamente ai gemelli, alla I Divisione (Zara, Fiume, Gorizia), agli incrociatori leggeri Bande Nere e Colleoni ed alla X Squadriglia Cacciatorpediniere (Maestrale, Grecale, Libeccio, Scirocco) della scorta indiretta ad un convoglio che stava facendo ritorno dalla Libia (formato dai trasporti truppe Esperia e Victoria, scortati dalle torpediniere Procione, Orsa, Orione e Pegaso, sulla rotta da Tripoli-Napoli).
Il 7 luglio, di pomeriggio, salpò insieme ai gemelli e al resto della II Squadra Navale – incrociatore pesante Pola, Divisioni incrociatori I, II, III e VII per 11 unità complessive e squadriglie cacciatorpediniere X, XI, XII e XIII – che poi si congiunse poi con la I Squadra e combatté la battaglia di Punta Stilo del 9 luglio: durante il ripiegamento della flotta italiana durante questa battaglia, la IX Squadriglia fu la prima squadriglia di cacciatorpediniere, tra quelle mandate all'attacco silurante, ad effettuare il lancio dei propri siluri – cinque in tutto, da 13.500 metri –, senza però colpire navi nemiche; mentre si ritirava, la IX Squadriglia fu bersagliata dal tiro di incrociatori e cacciatorpediniere nemici e l’Alfieri fu colpito di sbieco da un proiettile, riportando però danni molto lievi.
Tra il 30 luglio ed il 1º agosto fornì scorta indiretta – insieme ai gemelli, agli incrociatori Pola, Zara, Fiume, Gorizia, Trento, Da Barbiano, Alberto di Giussano, Eugenio di Savoia, Duca degli Abruzzi, Attendolo, Montecuccoli ed alle Squadriglie Cacciatorpediniere XII, XIII e XV per un totale di 11 unità – a due convogli per la Libia, che videro in mare complessivamente 10 mercantili, 4 cacciatorpediniere e 12 torpediniere.
Intorno a mezzogiorno del 27 novembre partì da Napoli unitamente al Pola, alla I Divisione (Fiume e Gorizia) e agli altri caccia della IX Squadriglia, partecipando quindi all'inconclusiva battaglia di Capo Teulada; all'inizio dello scontro l’Alfieri fu una delle prime unità italiane ad avvistare la flotta nemica, lanciando, alle 12:16, il segnale di scoperta relativamente ad una nave da battaglia con tre incrociatori.
Nel dicembre del 1940 partecipò – insieme al Carducci ed al Gioberti – al bombardamento, delle posizioni costiere dell'Albania e della Grecia in appoggio alle operazioni del Regio Esercito in quei territori.
Il 6 gennaio 1941 bombardò, insieme al Carducci, al Gioberti, al cacciatorpediniere Fulmine (temporaneamente distaccato presso la IX Squadriglia) e alla XIV Squadriglia Torpediniere (Partenope, Pallade, Altair, Andromeda), le truppe greche attestatesi a Porto Palermo (Albania).

## La battaglia di Capo Matapan

Il comandante Salvatore Toscano

Alle undici del 26 marzo, l'Alfieri partì da Taranto al comando del capitano di vascello Salvatore Toscano, che rilevò il parigrado Lorenzo Daretti. Il resto del gruppo da combattimento era composto dalle unità gemelle e dalla I Divisione (Zara, Pola, Fiume). Esse si congiunsero successivamente alla formazione navale – corazzata Vittorio Veneto, Divisioni incrociatori III (Trento, Trieste, Bolzano) e VIII (Garibaldi e Duca degli Abruzzi), Squadriglie cacciatorpediniere XIII (Granatiere, Bersagliere, Fuciliere, Alpino), XVI (Da Recco, Pessagno), XII (Corazziere, Carabiniere, Ascari) – che era stata assegnata all'operazione «Gaudo», poi sfociata nella battaglia di Capo Matapan.
Nella serata del 28 marzo, il Pola fu colpito da un aerosilurante durante le prime fasi dello scontro ed immobilizzato. Dietro ordine dell'ammiraglio Angelo Iachino, comandante della squadra italiana, tutta la I Divisione e la IX Squadriglia furono mandate a prestare aiuto all'incrociatore immobilizzato. Quando, alle 22.27, le navi arrivarono nelle vicinanze del Pola, furono tuttavia sorprese dalle corazzate britanniche Barham, Valiant e Warspite, che le cannoneggiarono con le loro artiglierie. Furono affondati lo Zara, il Fiume, il Carducci ed, in un secondo, tempo, anche il Pola (silurato da cacciatorpediniere inglesi). All'inizio del combattimento l’Alfieri – che era la terza unità della fila, preceduto dal Fiume e seguito dal Gioberti, nonché, in qualità di caposquadriglia, la prima della fila dei cacciatorpediniere – fu colpito ripetutamente dalle granate sparate dalle corazzate avversarie, subendo gravi danni e restando immobilizzato. Nonostante ciò, fu l'unica unità italiana a riuscire a rispondere al fuoco. Il complesso da 120 di prua, nonostante avesse ricevuto l'ordine di abbandonare la nave, sparò quattro salve. Per questo motivo fu conferita la medaglia di bronzo al valor militare al cannoniere Rocco Rizzi, matr. 31530. Un gruppo di superstiti, guidato dal tenente di vascello Vito Sansonetti, lanciò due o tre siluri contro un cacciatorpediniere nemico, senza riuscire però a colpire il bersaglio. Ridotto ad un relitto in fiamme, l’Alfieri fu finito dal cacciatorpediniere HMS Stuart. Colpito da un siluro, saltò in aria ed alle 23.30 si inabissò trascinando con sé gran parte dell'equipaggio, incluso il comandante Toscano, che rifiutò di lasciare la propria nave. Per questo motivo, alla memoria dell'ufficiale fu conferita la Medaglia d'oro al valor militare. La medesima decorazione fu tributata al capitano Giorgio Modugno del Genio Navale, che dopo aver combattuto strenuamente scampò all'affondamento della nave. Raggiunta una zattera, rinunciò a salirvi per dare precedenza ai numerosi feriti, e alla fine, stremato, scomparve in mare. Sette altri membri dell'equipaggio ricevettero la medaglia d'argento o di bronzo.
Dei sopravvissuti all'affondamento, 23 furono recuperati, e fatti prigionieri, dalle navi inglesi; gli altri, parte in acqua e parte a bordo di zatterini, rimasero in mare per diversi giorni e furono in gran parte uccisi dal freddo, dalla fame, dalla sete, dalle ferite, dalla follia.
Alle 21 del 31 marzo la nave ospedale Gradisca, inviata a soccorrere i naufraghi delle navi affondate nella battaglia, sentì gridare e poco dopo avvistò in posizione 35°41' N e 21°11' E una zattera, dalla quale recuperò quattro sopravvissuti dell’Alfieri; questi dissero che nella stessa area si trovavano altri naufraghi. A partire dalle 5.25 del 1º aprile furono individuate in successione 18 zattere dalle quali vennero tratti in salvo altri gruppi di superstiti sia dell’Alfieri che (nella grandissima maggioranza) del Fiume, in tutto 118 uomini. 
In tutto, dei 257 uomini che formavano l'equipaggio dell’Alfieri, 211 morirono o risultarono dispersi, 23 furono fatti prigionieri ed altrettanti furono recuperati dalla Gradisca. 
L’Alfieri aveva svolto in tutto 35 missioni di guerra (8 con le forze navali, 3 di bombardamento controcosta, 4 di scorta convogli, 5 addestrative e 15 di altro tipo), percorrendo complessivamente 16.710 miglia e trascorrendo 26 giorni ai lavori.

### Comandanti
Capitano di vascello Lorenzo Daretti (nato ad Ancona il 23 ottobre 1896) (gennaio 1939 - 9 marzo 1941)
Capitano di vascello Salvatore Toscano (nato ad Imola il 5 luglio 1897) (+) (10 - 28 marzo 1941)